# 岩手県交通安全協会
一般社団法人岩手県交通安全協会（いっぱんしゃだんほうじんいわてけんこうつうあんぜんきょうかい）は、岩手県内の地区交通安全協会を統括する交通安全協会。元岩手県知事所管の社団法人。

## 概要
岩手県内の地区交通安全協会を統括する交通安全協会で、岩手県内での季節単位で開催する交通安全運動をはじめ、自動車・自動二輪車の運転免許更新の伝達・更新事務、申請書や収入証紙の委託販売業務、自転車などに貼る反射シールや車輪のスポークに貼る反射材などの交通安全グッズの頒布、交通安全功労者の表彰及び国や全国法人への表彰推薦などを事業としている。

## 下部組織
- 岩手県交通安全協会 - 盛岡市天神町11-1
- 盛岡支部 - 盛岡市紺屋町2-9 盛岡市勤労福祉会館2F
- 北岩手支部 - 岩手郡岩手町五日市11-79-47
- 紫波支部 - 紫波郡紫波町桜町大字大坪33
- 花巻支部 - 花巻市下小舟渡341-1
- 北上支部 - 北上市上江釣子17-201-2 江釣子老人福祉センター内
- 水沢支部 - 奥州市水沢中田町4-35
- 江刺支部 - 奥州市江刺大通り7-3
- 一関支部 - 一関市山目字三反田10-2
- 東磐井支部 - 一関市千厩町千厩字石堂10-1
- 大船渡支部 - 大船渡市盛町字下館下5-1
- 遠野支部 - 遠野市東穀町1-10
- 釜石支部 - 釜石市八雲町3-1
- 宮古支部 - 宮古市小山田4-5-46
- 下閉伊郡北支部 - 下閉伊郡岩泉町岩泉字太田19
- 久慈支部 - 久慈市川崎町16-1久慈地区交通安全会館内
- 二戸支部 - 二戸市堀野字大川原毛142-2